# Maximilian Joseph von Chelius

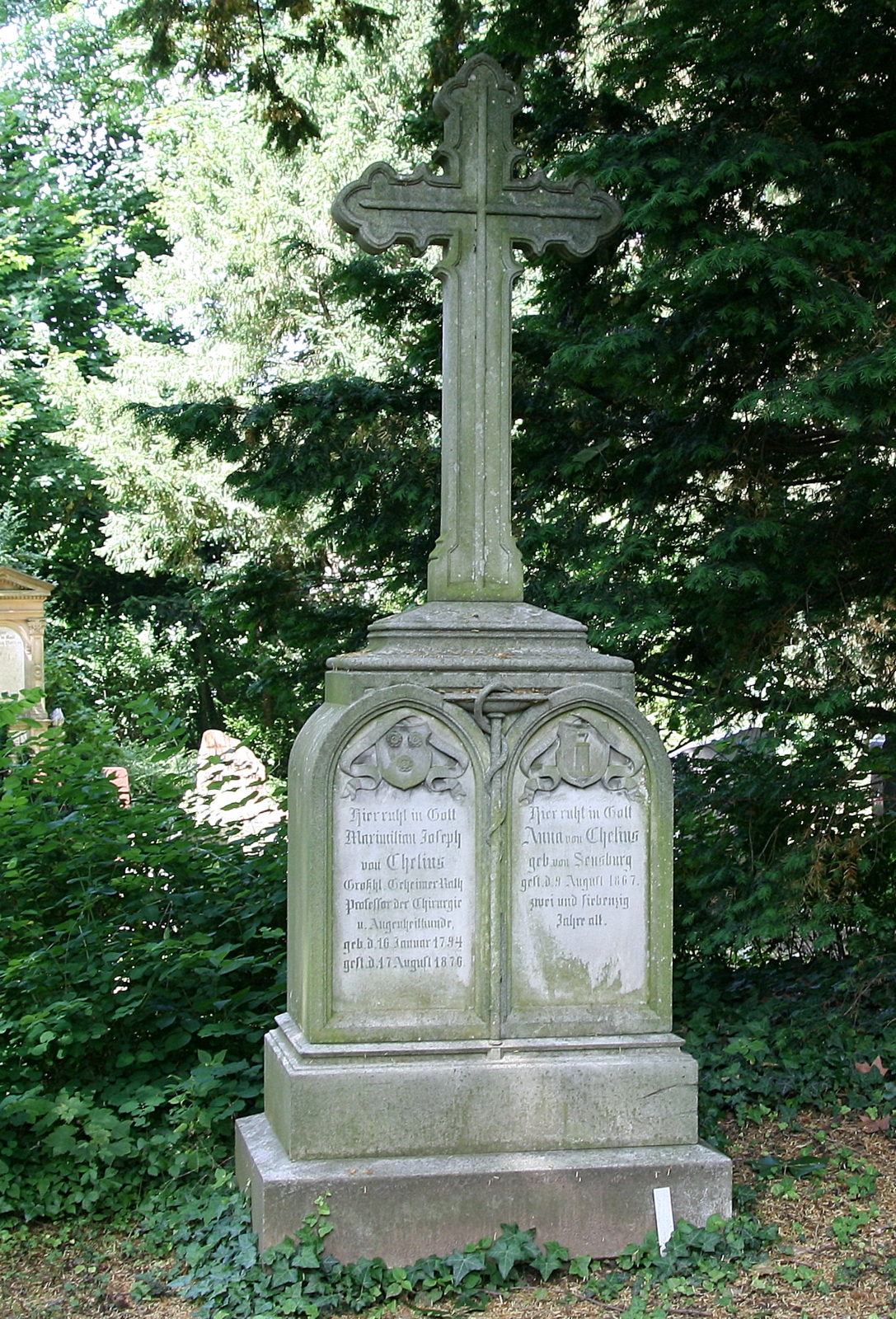
Chelius gravställe i Heidelberg.

Maximilian Joseph von Chelius, född 16 januari 1794 i Mannheim, död 17 augusti 1876 i Heidelberg, var en tysk kirurg och oftalmolog.
Chelius blev 1819 kirurgie professor i Heidelberg, där han upprättade en kirurgisk-oftalmiatrisk klinik, från vilken en mängd skickliga kirurger utgick. Hans främsta arbete är Handbuch der Chirurgie (1822; åttonde upplagan 1858), som översattes till flera europeiska språk. Bland hans övriga verk förtjänar Handbuch der Augenheilkunde (1844) att nämnas. Tillsammans med Puchelt och Nägeli utgav han under flera år "Medicinische Annalen".